# Skorušovský potok

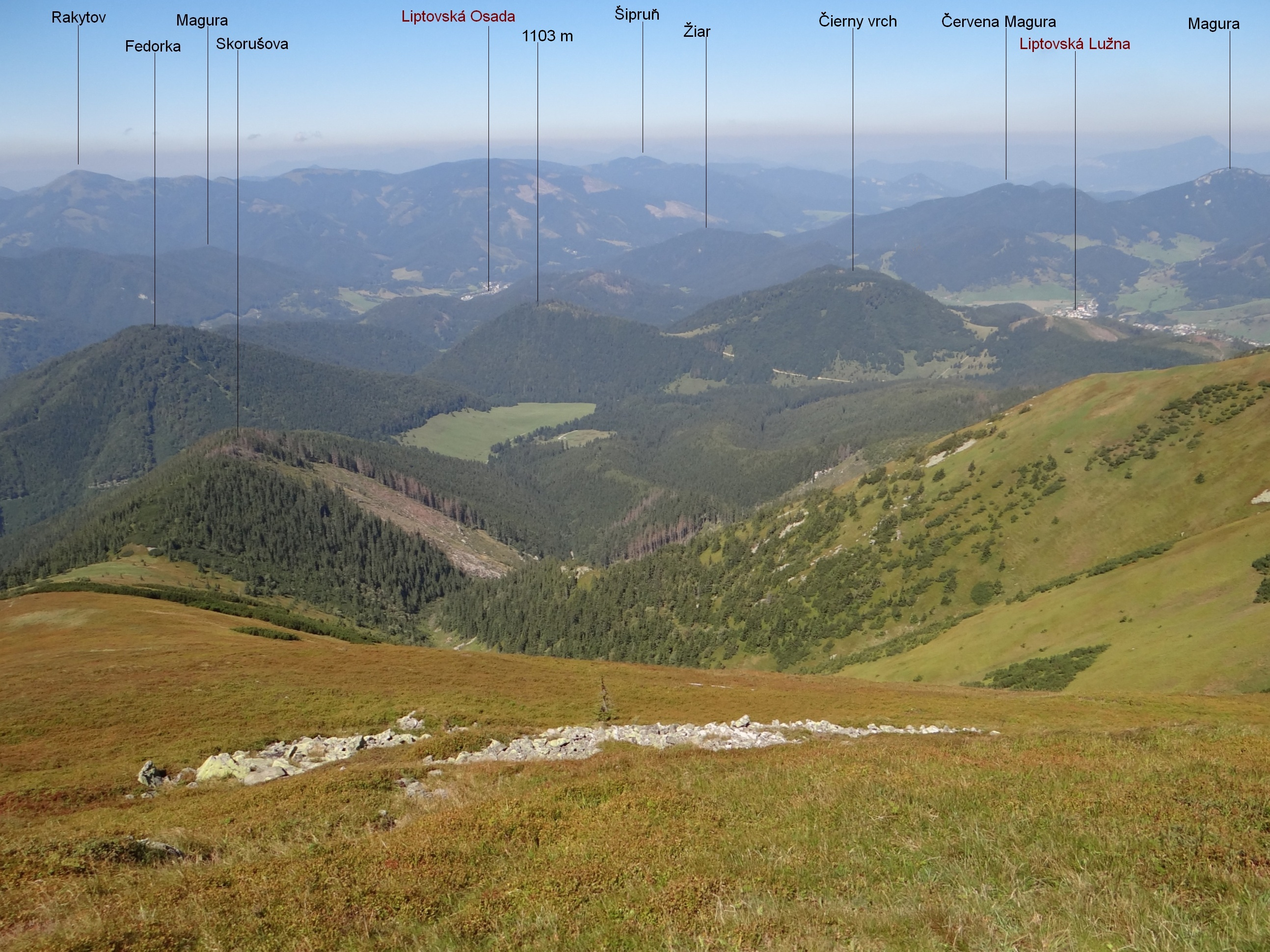
Widok spod szczytu Małej Chochuli na dolinę Skorušovskiego potoku

Skorušovský potok – potok na Słowacji, dopływ potoku Patočiny. Ma dwa źródłowe cieki wypływające na północno-zachodnich stokach grzbietu między Małą Chochulą (1720 m) i Wielką Chochulą (1753 m) w Niżnych Tatrach. Oddziela je grzęda o nazwie Široký úplaz. Orograficznie lewy ciek spływa dolinka o nazwie Skorušový úplaz. Obydwa cieki łączą się z sobą na wysokości około 880 m. Od tego miejsca potok spływa jednym korytem i wkrótce uchodzi do potoku Patočiny jako jego lewy i największy dopływ. Następuje to na wysokości około 840 m w miejscu o współrzędnych 48°54′49″N 19°17′53″E/48,913611 19,298056.